# 분산 공유 메모리
분산 공유 메모리(Distributed shared memory, DSM)는 컴퓨터 과학에서 물리적으로 분리된 메모리를 단일 공유 주소 공간으로 처리할 수 있는 메모리 아키텍처의 한 형태이다. "공유"라는 용어는 단일 중앙 집중식 메모리가 있다는 의미가 아니라 주소 공간이 공유된다는 의미이다. 즉, 두 프로세서의 동일한 물리적 주소가 메모리의 동일한 위치를 나타낸다.:201  분산 전역 주소 공간(Distributed global address space, DGAS)은 클러스터의 각 노드가 각 노드의 개인(즉, 공유가 아닌) 메모리 외에도 공유 메모리에 액세스할 수 있는 광범위한 소프트웨어 및 하드웨어 구현 클래스에 대한 유사한 용어이다.

## 같이 보기
- 분산 캐시
- 메모리 가상화
- 단일 시스템 이미지
- 원격 직접 메모리 접근